# Adem Bereket
Adem Bereket (* 19. Juli 1973) ist ein ehemaliger russischer bzw. türkischer Ringer. Er gewann bei den Olympischen Spielen 2000 eine Bronzemedaille im freien Stil im Weltergewicht.

## Werdegang
Adem Bereket wurde als Adam Barachojew in Inguschetien in Russland geboren. Dort begann er auch 1986 mit dem Ringen. Seine Trainer waren dort Alichan Charsijew und Alandin Barachojew. Als Erwachsener startete der 1,75 Meter große Athlet immer im Weltergewicht (damals bis 74 bzw. 76 kg Körpergewicht). Bis Mitte des Jahres 1999 ging er dabei für Russland an den Start. Adem Bereket studierte Sport. In der Türkei startete er für den Sportclub Gebze Güreş İhtisas Kulübü. Nach seiner internationalen Karriere ging er in der Saison 2005/06 für den deutschen Bundesliga-Verein SV Germania Weingarten an den Start. Ab 2006 ist er Trainer bei der türkischen Nationalmannschaft für den freien Stil.
1996 belegte er bei der Universitäten-Weltmeisterschaft in Teheran hinter Nuri Zengin aus der Türkei den 2. Platz. Mitte des Jahres 1999 startete er, noch für Russland, beim „Yaşar Doğu“-Memorial in Ankara und gewann dieses Turnier vor Aydın Halimoğlu aus der Türkei. Im Herbst des Jahres 1999 ging er dann bei der Weltmeisterschaft in Ankara schon für die Türkei an den Start. Nach vier Siegen verlor er dort im Halbfinale gegen Alexander Leipold aus Deutschland, besiegte aber im Kampf um den 3. Platz Joe E. Williams aus den Vereinigten Staaten.
Im Jahre 2000 nahm er an der Europameisterschaft in Budapest teil. Im Weltergewicht kämpfte er sich dabei bis in das Finale vor, in dem er gegen Buwaissar Saitijew aus Russland verlor. Er wurde damit aber Vizeeuropameister. Bei den Olympischen Spielen 2000 in Sydney gelangen ihm Siege über Gurami Michelidse aus Georgien, Árpád Ritter aus Ungarn und Ruslan Kinchagov aus Usbekistan. Im Halbfinale wurde er von Brandon Slay aus den Vereinigten Staaten besiegt und auch im Kampf um die Bronzemedaille verlor er gegen Moon Eui-jae aus Südkorea. Er kam damit auf den 4. Platz. Er erhielt aber nachträglich die Bronzemedaille zugesprochen, weil der ursprüngliche Olympiasieger Alexander Leipold wegen Dopings disqualifiziert werden musste.
In den nächsten Jahren kam er nur mehr bei der Europameisterschaft 2003 in Riga im Weltergewicht zum Einsatz. Er verlor dort gegen Wolodymyr Syrotin aus der Ukraine und gegen Krystian Brzozowski aus Polen, womit er ausschied und nur den 15. Platz belegte.

## Internationale Erfolge
| Jahr | Platz  | Wettbewerb                                  | Gewichtsklasse | |
| 1996 | 2.     | Weltcup in Teheran                          | Welter         | hinter Saygid Katinovasov, Usbekistan, vor Daniel Gonzales Aguillera, Kuba u. Abolfaz Zeinalnia, Iran                                                                                 |
| 1996 | 2.     | Universitäten-WM in Teheran                 | Welter         | hinter Nuri Zengin, Türkei, vor Əkbər İsmayılov, Aserbaidschan u. Andrzej Brozina, Polen                                                                                              |
| 1997 | 4.     | Weltcup in Stillwater/USA                   | Welter         | hinter Alexander Leipold, Deutschland, Leonardo Díaz, Kuba u. Pat Smith, USA |
| 1999 | 1.     | „Yaşar-Doğu“-Memorial in Ankara             | Welter         | vor Aydın Halimoğlu, Türkei, Elşad Allahverdiyev, Aserbaidschan u. Gökhan Yavaşer, Türkei                                                                                             |
| 1999 | 3.     | WM in Ankara                                | Welter         | mit Siegen über Daniel Gonzales Aguillera, Kenji Koshiba, Japan, Marcel Mihai Stroja, Rumänien u. Elşad Allahverdiyev und Niederlagen gegen Alexander Leipold u. Joe E. Williams, USA |
| 2000 | 2.     | EM in Budapest                              | Welter         | mit Siegen über Victor Domínguez, Spanien, Árpád Ritter, Ungarn u. Gurami Michelidse, Georgien u. einer Niederlage gegen Buwaissar Saitijew, Russland                                 |
| 2000 | Bronze | OS in Sydney                                | Welter         | mit Siegen über Gurami Michelidse, Árpád Ritter u. Ruslan Kinchagov, Usbekistan u. Niederlagen gegen Brandon Slay, USA u. Moon Eui-jae, Südkorea                                      |
| 2001 | 2.     | „Yaşar-Doğu“-Memorial in Ankara             | Welter         | hinter Gökhan Yavaşer, vor Eligan Preda, Rumänien |
| 2002 | 5.     | „Oleg-Nanijew“-Memorial in Wladikawkas      | Welter         | hinter Gennadi Lalijew, Russland, Alexander Leipold, Alik Musajew, Ukraine u. Alchmasuchwili, Georgien                                                                                |
| 2003 | 15.    | EM in Riga                                  | Welter         | nach Niederlagen gegen Wolodymyr Syrotin, Ukraine u. Krystian Brzozowski, Polen |
| 2004 | 7.     | Olympia-Qualifikationsturnier in Bratislava | Welter         | Sieger: Joe E. Williams vor Iván Fundora, Kuba u. Araik Geworgjan, Armenien |

Anm.: alle Wettkämpfe im freien Stil, OS = Olympische Spiele, WM = Weltmeisterschaft, EM = Europameisterschaft, Weltergewicht, bis 1996 bis 74 kg, von 1997 bis 2001 bis 76 kg, seit 2002 bis 74 kg Körpergewicht